# حسن‌آباد (مروست)
حسن‌آباد روستایی در دهستان هرابرجان بخش مرکزی شهرستان مروست استان یزد ایران است.

## جمعیت
بر پایه سرشماری عمومی نفوس و مسکن در سال ۱۳۹۵ این روستا بدون جمعیت بوده‌است.